# Гренландський ригсдалер
Гренландський ригсдалер — назва грошової одиниці, що мала обіг у Гренландії до 1874 року.
Гренландія з 1262 офіційно належала Норвегії. Після підписання Кальмарської унії в 1397 острів став частиною володінь данського короля. Після розірвання дансько-норвезької унії в 1814 Гренландія відійшла до Датського королівства як колонія. Безпосереднім управлінням найбільшим у світі островом з 1774 відав Королівський торговий департамент Гренландії .
Незважаючи на свої розміри, острів практично безлюдний. Так, за даними на 1888, у підконтрольних Данії гренландських поселеннях проживало всього близько 10 000 осіб. Для забезпечення грошового обігу торгове суспільство періодично з 1803 випускало банкноти, номіновані за аналогією з метрополією в ригсдалерах і скілінгах. Написи на цінних паперах державної компанії повторювали данські. Так, на випусках 1819, 1837, 1841, 1844 і 1848 номінал вказаний або в ригсбанкдалерах, або в скілінгах. У самій Данії ригсбанкдалер, рівний ½ спесієригсдалера або 96 скілінгів, ввели в 1813. Випуск 1856 номінований в ригсдалерах і скілінгах ригсмент.
Крім банкнот випускалися токени англійської компанії Antony Gibbs & Sons та датської Ересунн (дан. Øresund) із зазначенням вартості у скілінгах та ригсдалерах. За своєю суттю вони були приватними грошима на пред'явника, що позначали, що компанія-емітент має їхньому власнику відповідну суму.
27 травня 1873 між Данією та Швецією укладено Скандинавський монетний союз, який передбачав відмову від срібного стандарту та уніфікацію грошових одиниць обох країн на основі Крона (монета) вартістю в 0,4032 г чистого золота.
У 1874 Королівське гренландське торгове товариство надрукувало перші Гренландські крони й ери.